# Zemětřesení v Záhřebu 2020

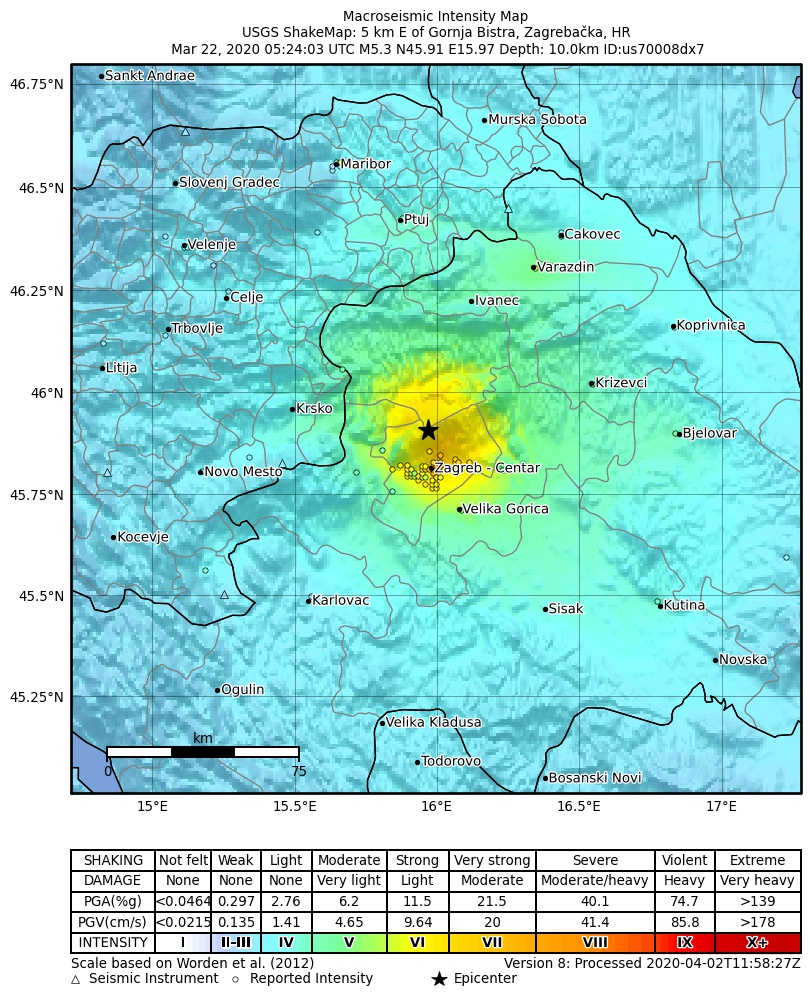
Zemětřesní v Záhřebu

Zemětřesení v Záhřebu se odehrálo dne 22. března 2020. Otřesy o síle 5,3 stupňů Richterovy stupnice postihly město jeho okolí spolu s přilehlou částí sousedního Slovinska v ranních hodinách. Po prvním otřesu v 6 hodin 30 minut ráno se objevily ještě dva navazující se sílou 5,1 a 3,7 stupňů. Epicentrum se nacházelo v blízkosti místní části Záhřebu Makuševac.
Podle odhadu americké geologické služby USGS pocítilo otřesy 1,3 milionu lidí v severním Chorvatsku i sousedních zemích. Naměřil jej také rakouský geologický ústav. Očití svědci uváděli, že otřesy trvaly 10 sekund.
Zemětřesení si vyžádalo značné materiální škody v chorvatské metropoli. Ze záhřebské katedrály se zřítil kamenný kříž a část jižní věže na střechu jedné z blízkých budov. V bazilice srdce Ježíšova se zřítil barokní strop.
V zemětřesení byla zraněná 15letá Anamarija Carević, která den poté zemřela. Zemětřesení si vyžádalo ještě několik zraněných, více než 10 lidí je pohřešováno. Město postihly výpadky elektřiny a topení, neboť byla odstavena hlavní teplárna. Vláda rozhodla o rozmístění vojska. Sympatie a pomoc Chorvatsku slíbila i Evropská unie.